# Las hermanas L
Las hermanas L es una película argentina dirigida por Eva Bär, Santiago Giralt y Alejandro Montiel y protagonizada por Silvina Acosta, Florencia Braier y Esteban Meloni. Fue estrenada el 25 de noviembre de 2010.

## Sinopsis
Eva y Sofía son hermanas enemistadas por años. El misterioso retorno de Europa de una, las obliga a convivir y los viejos rencores acaban saliendo a la superficie. Es una libre interpretación de Un tranvía llamado deseo  (Elia Kazan, 1951) en clave de comedia sexual.

## Reparto
- Silvina Acosta como Eva L.
- Florencia Braier como Sofía L.
- Esteban Meloni como Lucho
- Elías Viñoles como Bruno
- Eva Bär como Chica in Restaurant
- Daniel Fanego como Alberto L.
- Santiago Giralt como Vendedor
- Willy Lemos como Cocó L.
- Christian Milillo como Poli
- Marcos Odasso como Amante Alberto L.
- Fabiana Rey como Dra. Leta Palmucci
- Diego Schipani como Mucama Palmucci
- Soledad Silveyra como Mabel
- Jesica Suárez como Emilia